# Republika Ostrowiecka
Republika Ostrowiecka – republika proklamowana 27 grudnia 1905 na fali strajków, wieców i manifestacji ulicznych, podczas rewolucji w Królestwie Polskim. U jej steru stanął Ignacy Boerner – bliski współpracownik Józefa Piłsudskiego. Strajki, które objęły Ostrowiec, Iłżę, Ćmielów i okolice, miały początkowo charakter płacowy, potem – antyrosyjski. Wezwano do likwidacji carskiej administracji, organizowania milicji ludowej, tworzenia samorządu rewolucyjnego oraz konfiskaty broni. Republika upadła w połowie stycznia 1906 po wkroczeniu do Ostrowca rosyjskich pułków piechoty z artylerią.

## Sytuacja przed powstaniem Republiki
Lokalne koło Polskiej Partii Socjalistycznej powstało w Ostrowcu w 1895, w czasie strajku pracowników Zakładów Ostrowieckich. Na jego czele stanął robotnik Stanisław Laskowski. W 1900, na skutek nasilonej działalności konspiracyjnej, do Ostrowca przeniesiono z Sandomierza, rejonowy zarząd żandarmerii. Z powodu ogólnego kryzysu w hutnictwie na początku XX w. pogorszyły się warunki życia pracowników oraz ich rodzin. W 1903 doszło do strajku w kilku wydziałach huty. Aresztowanych zostało 250 pracowników, a pięciu z nich zesłano na Sybir.
W 1903 kierownictwo w komitecie lokalnym PPS, przekształconym w Ostrowiecki Komitet Robotniczy (OKR), objął inż. Ignacy Boerner. OKR podlegały koła terenowe w Denkowie i Kunowie oraz komitety fabryczne w Klimkiewiczowie, Częstocicach, Ćmielowie i Bodzechowie.
Po wybuchu rewolucji na początku 1905, OKR PPS rozpowszechnił w okolicznych zakładach odezwy wzywające do strajku powszechnego. Zawierały one zarówno postulaty ekonomiczne, jak i polityczne. W pierwszych dniach lutego do strajku przystąpiło 4 tys. pracowników z Klimkiewiczowa, Ćmielowa, Częstocic i Bodzechowa oraz okolicznych tartaków i cegielni. Strajk trwał trzy dni, podczas których miały miejsce wiece i manifestacje uliczne. W okolice Ostrowca skierowane zostały trzy szwadrony rosyjskiego wojska. W kolejnych miesiącach strajk ogarnął trzy kopalnie znajdujące się na terenie gminy Częstocice. Strajkowali także fornale z okolicznych majątków ziemskich. Strajk pracowników huty w Bodzechowie poparła miejscowa służba dworska. W następstwie strajków spełnione zostały najmniej kosztowne żądania robotników. Otwarto nowe ochronki i szkoły, m.in. dla dzieci górników w Jędrzejowicach.
W mieście narastało napięcie polityczne. W czasie świąt wielkanocnych pod ostrowieckim kościołem św. Michała kamieniami obrzucono patrol policyjny. Z tłumu padały antyrosyjskie okrzyki. Świątynia została otoczona przez wojsko. W następstwie tych wydarzeń miasto opuścił rosyjski burmistrz Wasyl Marin z żoną Nadieżdą.
Ostrowiec i trzy sąsiednie powiaty: opatowski, sandomierski i iłżecki zostały wyodrębnione z okręgu radomskiego PPS, jako podokręg ostrowiecki. Było to spowodowane znacznym rozwojem ruchu robotniczego w tym rejonie. Podlegające komitetowi ogniwa fabryczne, osiedlowe i wiejskie liczyły łącznie przeszło 350 członków. Na czele podokręgu stanął Ignacy Boerner. Wśród ludności żydowskiej Ostrowca działało natomiast ogniwo Socjalistycznej Partii Robotniczej Bund, z urzędnikiem gminy żydowskiej, Dawidem Fraenklem na czele.
Do masowych manifestacji doszło 1 maja 1905. Przed kościołem w Ostrowcu zebrało się około 2 tys. ludzi, którzy z transparentami i śpiewem wyruszyli w kierunku lasu na Piaskach, gdzie odbył się wiec. Pochód przeszedł następnie przez Kuźnię i Paulinów, obok stacji kolejowej i wrócił do miasta. Podobne manifestacje miały miejsce tego dnia w Bodzechowie i Ćmielowie.
Tego samego dnia w godzinach popołudniowych doszło do kolejnych manifestacji. Pochody z Ostrowca, Ćmielowa i Bodzechowa wyruszyły na swoje spotkanie. W okolicach cmentarza na ul. Denkowskiej siły rosyjskie podjęły próbę zatrzymania pochodu. Naczelnik powiatu na czele 143 żołnierzy piechoty i dragonów usiłował zmusić demonstrantów do rozejścia się, pod groźbą otwarcia ognia. Wobec zdecydowanej postawy manifestantów, zmuszony był do ustąpienia, wraz z wojskiem. Na wiecu, który odbył się na ostrowieckim rynku, zebrało się łącznie 8 tys. osób. Po wiecu mieszkańcy Ostrowca towarzyszyli manifestantom z Bodzechowa i Ćmielowa, na drodze przez Karolinów, Klimkiewiczów i Ostrówek.
11 czerwca odbył się zwołany przez PPS wiec w lesie pod Przyborowem, na którym zgromadziło się 5 tys. osób. Następnego dnia w lesie na Bielinach miało miejsce zebranie 300 działaczy PPS z czterech największych zakładów rejonu. Pod koniec czerwca 1905 powstał Związek Zawodowy Metalowców. Do powołanej z inicjatywy OKR organizacji przystąpiło 500 pracowników Zakładów Ostrowieckich.
W Ostrowcu uaktywniła się lokalna struktura Stronnictwa Narodowo-Demokratycznego. Na czele ostrowieckiej endecji stali: urzędnik ZO Adam Mrozowski, ostrowiecki proboszcz ks. Jan Naulewicz oraz lekarz Jan Głogowski. W mieście i okolicach działały także struktury Bundu, Stronnictwa Postępowo-Demokratycznego, Narodowego Związku Robotniczego oraz Narodowo-Demokratycznego Związku Młodzieży Robotniczej „Kiliński”. Wśród ziemiaństwa wpływy zdobywało Stronnictwo Polityki Realnej. Bierny opór wobec władz stosowali niektórzy księża kościoła rzymskokatolickiego. Przedstawiciele tych stronnictw i instytucji uczestniczyli w antyrosyjskich manifestacjach organizowanych przez OKR PPS.
W 1905 w rejonie Ostrowca działały grupy bojowe OKR: ostrowiecka (licząca 50 osób) i dwie ćmielowskie (liczące 20 osób). Przeprowadziły one m.in. ataki na kasę powiatową w Opatowie, na skład dynamitu kopalni „Zygmunt” oraz na koszary wojskowe w Ostrowcu. Niezależnie od nich działały bojówki Bundu, Narodowego Związku Robotniczego oraz zwalczana przez PPS bojówka anarchistyczna.

## Przebieg wydarzeń
Demonstracje w Ostrowcu i okolicach nasiliły się po 30 października, po ogłoszeniu przez cara Mikołaja II tzw. manifestu wolnościowego. 5 listopada Ostrowiecki Komitet Robotniczy (OKR) PPS zorganizował w Ostrowcu obchody „Święta Wolności”. Zgromadziły one 10 tys. demonstrantów. Po manifestacjach, na przyfabrycznym błoniu w Klimkiewiczowie odbył się wiec, na którym przemawiali z ramienia PPS Ignacy Boerner i robotnik Stanisław Laskowski, z endecji Adam Mrozowski i Dawid Fraenkel jako przedstawiciel Bundu. Po wiecu zgromadzony tłum udał się na cmentarz parafialny, gdzie demonstrowano nad grobem Włodzimierza Trzebińskiego, zabitego wcześniej przez żandarma.

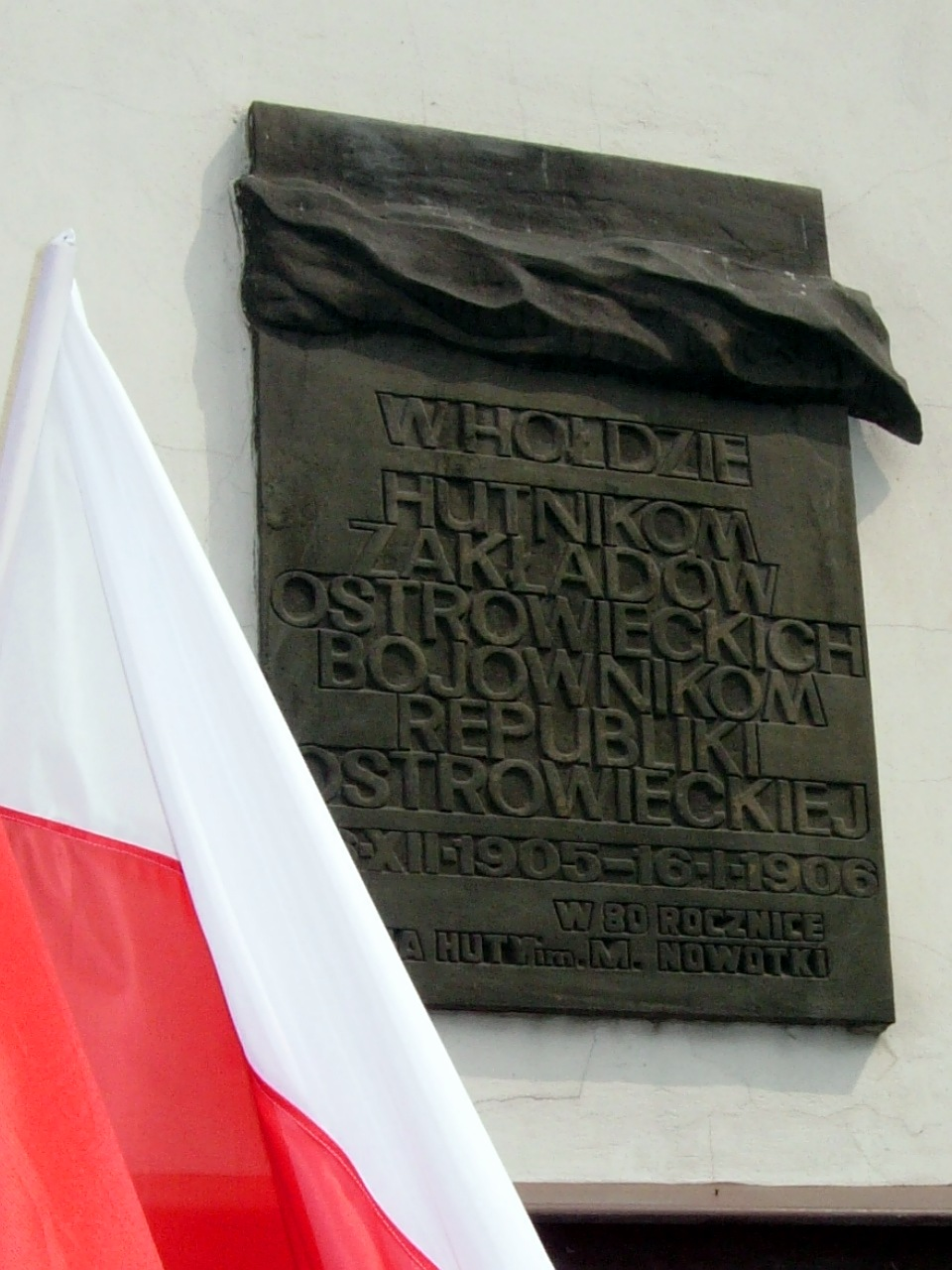
Tablica w Ostrowcu Świętokrzyskim upamiętniająca wydarzenia z 1905

Zaniepokojony sytuacją w Ostrowcu gubernator radomski wydał zakaz manifestacji i zgromadzeń. 12 listopada OKR ignorując zakaz zorganizował wielki wiec w Ćmielowie. Z Klimkiewiczowa do Ćmielowa wyruszył pochód członków PPS i Bundu. W marszu uczestniczyły 3 orkiestry: ochotniczej straży pożarnej, żydowska z Ostrowca oraz bodzechowska. Na rynku w Ćmielowie zgromadziło się 15 tys. robotników i mieszkańców okolicznych wsi. Przemawiali Józef Ciszewski i Goździkowski z Centralnego Komitetu Robotniczego (CKR) PPS oraz Stanisław Laskowski z OKR.
W połowie listopada na terenie całego Królestwa Kongresowego wprowadzono stan wojenny. OKR oraz Ostrowiecki Komitet Podokręgowy uaktywniły wówczas grupy bojowe. Doszło do ataków na urzędy gminne, sklepy monopolowe oraz niektóre szkoły rządowe. Brała w nich udział także miejscowa ludność. Niszczono carskie godła i akta. Z drogowskazów i szyldów, na terenie Ostrowca, usunięte zostały wszystkie rosyjskojęzyczne napisy. Zerwano obwieszczenia o stanie wojennym. Niektóre ze szkół były demolowane przez ich uczniów oraz rodziców, domagających się wprowadzenia nauczania w języku polskim. Na zebraniach rodzicielskich w Ostrowcu, Szewnej i Denkowie podjęto w tej sprawie uchwały. W kilku szkołach rozpoczął się strajk szkolny.
Na inspekcje do rejonu ostrowieckiego wysłany został oficer ze sztabu okręgu wojskowego. W swojej relacji dla warszawskiego generał-gubernatora opisał bezradność policji oraz przypadki odmów wykonywania poleceń przez urzędników, a nawet oficerów. Podkreślał narodowo-wyzwoleńczy charakter ruchu, podobny do tego z 1863, przy czym tym razem główną siłą rewolucyjną byli robotnicy i chłopi.
W grudniu 1905, niemal codziennie, w mieście i jego okolicach odbywały się wiece organizowane przez PPS, endecję oraz Bund. 6 grudnia w hali fabrycznej odbyło się zgromadzenie zwołane przez Związek Zawodowy Metalowców z udziałem Ignacego Boernera, Adama Mrozowskiego oraz ks. Naulewicza. Po wiecu ogłoszono regulamin utworzonej wcześniej milicji ludowej PPS.
W drugiej połowy grudnia, w jadalni fabrycznej w Klimkiewiczowie, zebrała się służba folwarczna oraz niektórzy właściciele ziemscy z powiatu opatowskiego. Spotkanie to odbyło się z inicjatywy OKR PPS, a jego celem było załagodzenie konfliktów między właścicielami ziemskimi i ich pracownikami.
26 grudnia, po wybuchu powstania w Moskwie, CKR PPS ogłosił manifest, w którym wezwano do strajku powszechnego, organizowania milicji i samorządów robotniczych, konfiskaty dóbr carskich oraz bojkotu rosyjskiej administracji. W odpowiedzi 27 grudnia OKP i OKR w Ostrowcu proklamowały Republikę Ostrowiecką. Objęła ona obszar trzech powiatów: opatowskiego, sandomierskiego i iłżeckiego. Władzę w Republice objął Komitet Rewolucyjny z Ignacym Boernerem na czele. We wszystkich okolicznych zakładach i kopalniach rozpoczął się strajk. Przestała także funkcjonować kolej, niektóre z instytucji i sklepów. 3 stycznia, po kolejnej odezwie, powrócono do pracy. Komitet Rewolucyjny przejął kontrolę nad linią kolejową prowadzącą do Ostrowca. W celach łącznościowych w kierunku Starachowic kursował parowóz z jednym wagonem. Skład przystrojony był czerwoną flagą. W odlewni hutniczej rozpoczęła się produkcja granatów. Porządek w regionie utrzymywała milicja ludowa uzbrojona w rewolwery. Na zebraniach gminnych i gromadzkich podejmowano uchwały o przywróceniu praw języka polskiego. Na obszarze objętym działaniami rewolucyjnymi wybierano nowe władze. Najbiedniejszym rozdzielano żywność i węgiel.
Komitet Rewolucyjny wydawał w Ostrowcu swój własny organ nazywany „Kurierkiem Ostrowieckim”. Do upadku Republiki ukazało się pięć numerów. Na mimografie fabrycznym drukowano także odezwy i komunikaty.
Niewielka rosyjska załoga wojskowa, która przebywała w mieście, nie opuszczała w tym czasie koszar, w obawie o swoje bezpieczeństwo. Rewolucjoniści zabili policyjnego nadzorcę. Ciężko ranny został strażnik.
Republika Ostrowiecka upadła w momencie przybycia do miasta dwóch carskich pułków piechoty z artylerią. Ostrzeżeni wcześniej przywódcy Republiki z Boernerem na czele zbiegli do Galicji. Powiaty opatowski, sandomierski, iłżecki i konecki wydzielono czasowo z guberni radomskiej. Władzę nad nimi objął specjalny gubernator wojenny A. Resin.

## Represje rosyjskie
W pierwszym miesiącu ekspedycji karnej aresztowano przeszło 50 osób. Wśród nich znaleźli się Adam Mrozowski oraz lekarz fabryczny I. Dąbrowski. Wojska rosyjskie dokonały licznych grabieży. Sztab ekspedycji zajął budynki fabryczne w Klimkiewiczowie. Zagrożono ostrzałem artyleryjskim miasta w przypadku jakiegokolwiek aktu oporu.
Pomimo tego w mieście nadal miały miejsce akty biernego oporu oraz działalność konspiracyjna. Na skutek zamachu przeprowadzonego na trakcie z Klimkiewiczowa do Ostrowca zmarł strażnik fabryczny. W odwecie władze rosyjskie sprowadziły posiłki z Radomia i Wierzbnika i grożąc ostrzałem artyleryjskim rozpoczęły blokadę Zakładów Ostrowieckich, szpitala i osiedla robotniczego. Przez trzy dni w fabryce, bez pożywienia, uwięzionych było 1600 osób. Z zewnątrz na teren Zakładów usiłowały dostać się ich rodziny. Blokada zakończyła się po wielu prośbach dyrekcji fabryki, proboszcza szewieńskiego oraz władz gminnych z Częstocic. Nadzorujący blokadę gubernator zgodził się wypuścić załogę pod warunkiem poddania pracowników i fabryki rewizji. Sprawców zamachu nie wykryto, a praca w ZO została na pewien czas zawieszona.
W sierpniu 1906 z więzienia w Sandomierzu, w otoczeniu wojskowej eskorty, przetransportowano do stacji kolejowej i dalej do Radomia 30 robotników ZO, aresztowanych wcześniej za działalność rewolucyjną. Spowodowało to ponowny wzrost napięcia w mieście. Robotnicy Zakładów przerwali tego dnia pracę i zebrali się na wiecu. Rozważano możliwość odbicia aresztantów.
W 1906 Zakłady Ostrowieckie straciły zamówienia rządowe, co uznawane jest za przejaw represji wobec fabryki i jej pracowników. Spółka akcyjna zmuszona była do zwolnienia połowy załogi, tj. 2 tys. osób. Zagrożono przy tym zamknięciem zakładu, w przypadku protestów pozostałych pracowników.
Trudna sytuacja ekonomiczna i represje spowodowały zahamowanie ruchu wyzwoleńczego. Dalsza działalność rewolucyjna prowadzona była w głębokiej konspiracji.